# Gare de Raves – Ban-de-Laveline
Gare de Raves – Ban-de-Laveline – przystanek kolejowy w miejscowości Lusse, w departamencie Wogezy, w regionie Grand Est, we Francji. Jest zarządzany przez SNCF i obsługiwany przez pociągi TER Lorraine.

## Położenie
Znajduje się na linii Strasburg – Saint-Dié, na km 78,826  między stacjami Lesseux - Frapelle i Saint-Dié-des-Vosges, na wysokości 384 m n.p.m.

## Historia
Stację otwarto w 1923 przez Compagnie des chemins de fer de l’Est, kiedy otwarto odcinek linii z Saint-Die do Saales.

## Linie kolejowe
- Strasburg – Saint-Dié